# Mayetiola bromicola
Mayetiola bromicola är en tvåvingeart som beskrevs av Roberti 1953. Mayetiola bromicola ingår i släktet Mayetiola och familjen gallmyggor. Inga underarter finns listade i Catalogue of Life.